# Ново Орахово
Ново Орахово (серб. Ново Орахово) — село в Сербії, належить до общини Бачка-Топола Північно-Бацького округу в багатоетнічному, автономному краю Воєводина.

## Населення
Населення села становить 2151 осіб (2002, перепис), з них:
- мадяри — 1737 — 85,60%;
- русинів-українців — 181 — 8,92%;
- серби — 59 — 2,90%;

Решту жителів  — інших етносів, зокрема: хорвати, бунєвці, німці. Загалом русинів-українців проживало до трьох сотень, але асиміляційні процеси не уникнули їх.